# Château Weissenstein

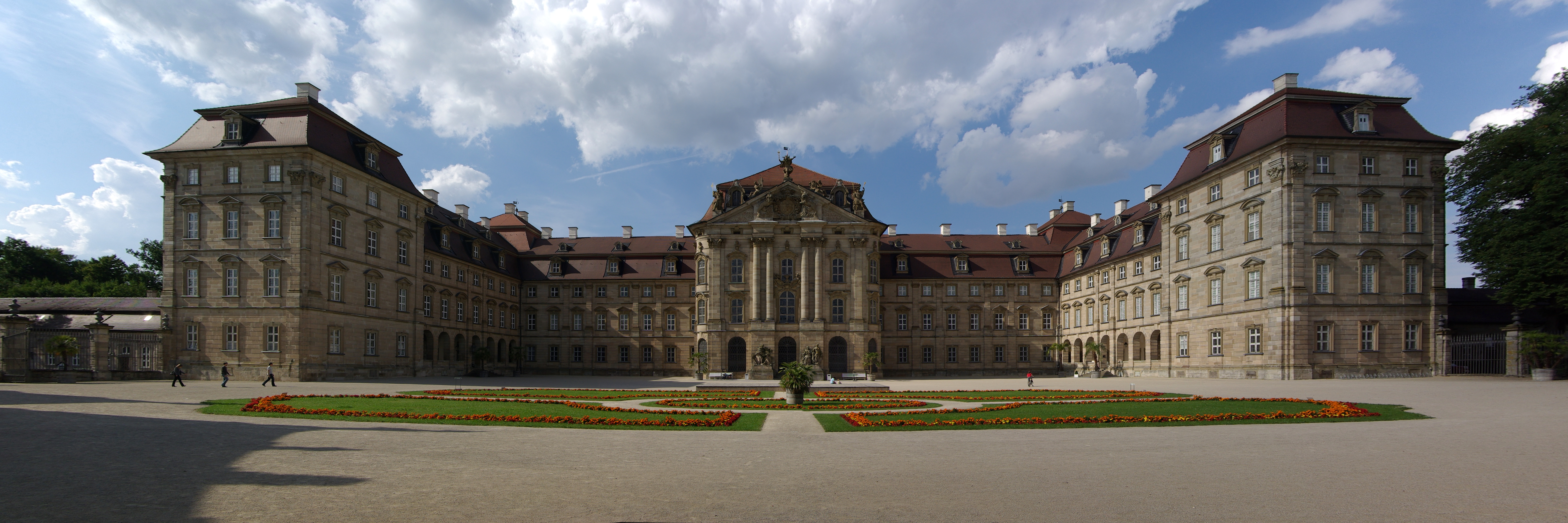
Château de Weissenstein - Panorama du corps de logis principal

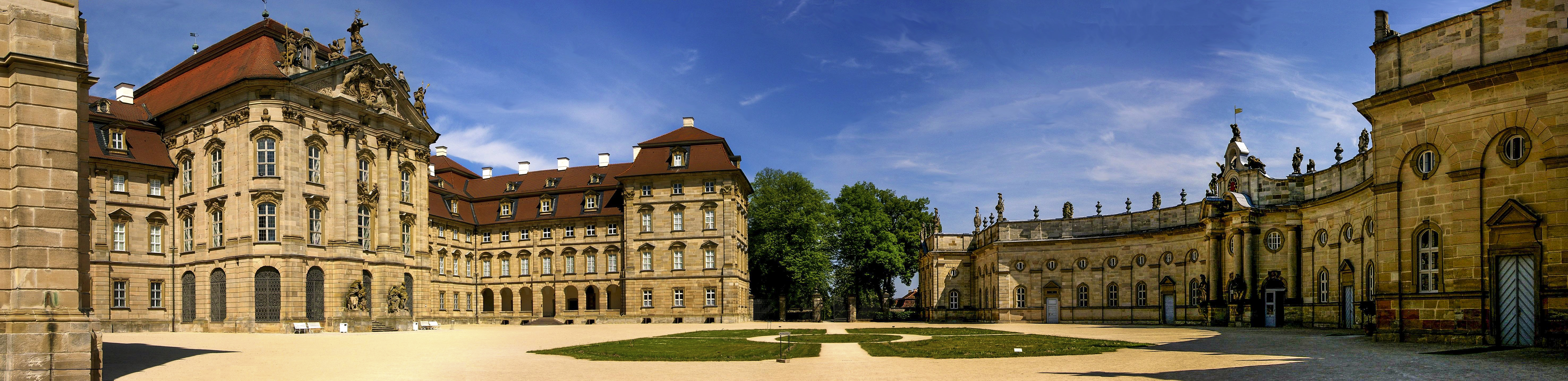
Cour intérieure du château de Weissenstein.

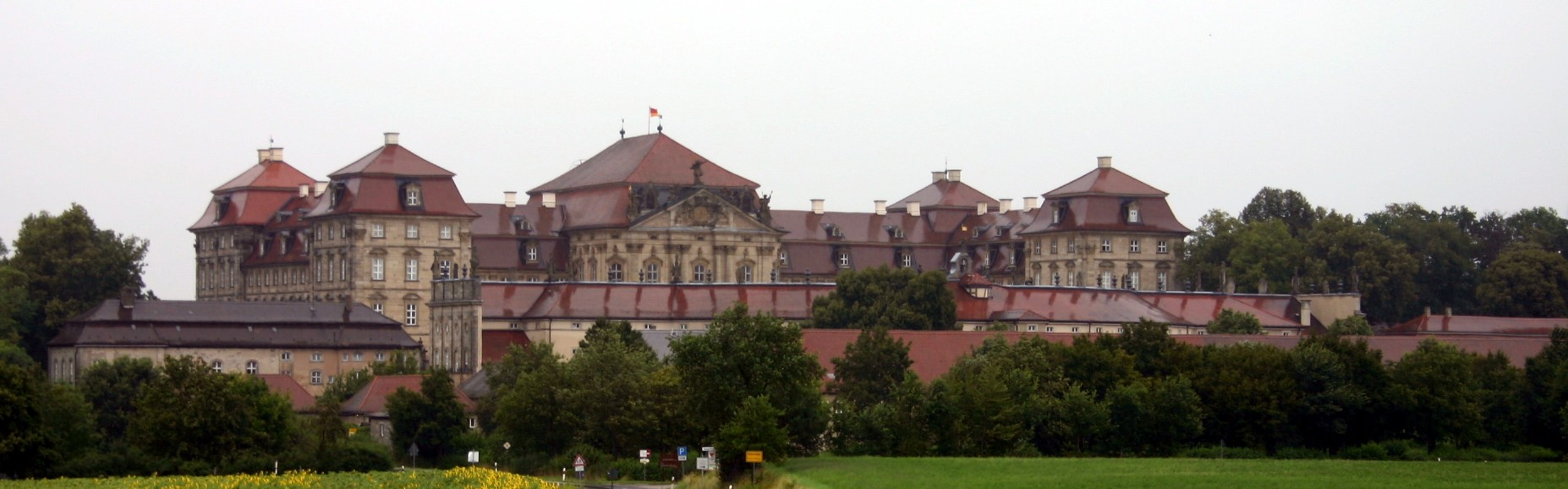
Vue du sud.

Le château-Weißenstein, édifié à Pommersfelden près de Bamberg, entre 1711 et 1718, sur ordre de Lothar Franz von Schönborn, prince-évêque de Bamberg et électeur de Mayence, est un des principaux spécimens du style baroque franconien.
Ce château, dont l’électeur Lothar von Schönborn fit sa résidence d'été, reste aujourd'hui propriété de la famille de Schönborn. Il est ouvert au public du début avril à la fin octobre. Depuis 1958, les rencontres musicales du Collegium Musicum s'y déroulent en juillet et août, et des concerts sont donnés dans la salle d'apparat en marbre. Enfin depuis 2005, le parc accueille la foire-exposition « Fascination des Jardins » (Faszination Garten).

## Histoire

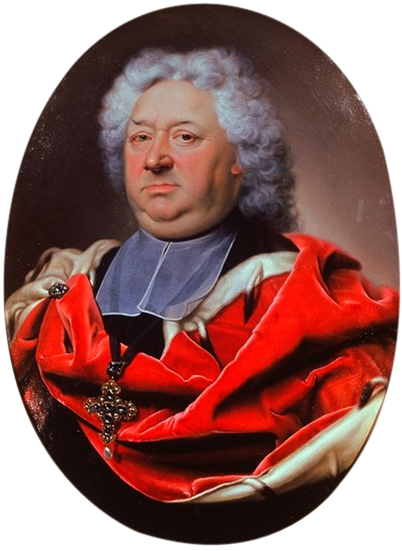
L'archevêque Lothar Franz von Schönborn en 1715.

Le maître d'ouvrage, Lothar Franz von Schönborn, était un neveu de Jean-Philippe. À 34 ans il était déjà président de la chambre des comptes de Bamberg, quatre ans plus tard prince-évêque de Bamberg et à quarante ans archevêque et électeur de Mayence. En tant qu’archichancelier, l’électeur dirigeait à Vienne les débats des représentants des hautes chambres d'Allemagne. En tant que prince-évêque, il voyait dans l'empereur le protecteur élu des principautés ecclésiastiques.
Lothar Franz von Schönborn avait hérité, près du village de Pommersfelden, d'un château entourée de douves dont l'austérité toute médiévale faisait obstacle à ses aspirations au faste. Et s'il trouvait le site incomparable, le château lui faisait l’impression d’un repaire de brigands. Ce vieux château se trouvait d'ailleurs exactement sur la frontière entre le margraviat de Bayreuth et celui de Bamberg. Une autre raison de reconstruire le château était l'insatisfaction devant l'architecture de la Neue Residenz de Bamberg (les pièces étaient trop petites ; seules deux des trois ailes initialement prévues seront réalisées).
Les ressources de la cassette impériale destinée à l'élection de l'empereur lui permirent d'édifier une nouvelle demeure au-dessus du château-fort, sur une colline voisine surplombant la vallée de la Reiche Ebrach. Il avait l'intention de se donner une nouvelle résidence où il pourrait laisser libre cours à ses désirs. Le château de Weissenstein n'était qu'à trois heures de carrosse de Bamberg.
Lothar Franz von Schönborn se trouva mécontent des premiers projets qu'on lui soumit et écrivit à son neveu préféré, Frédéric-Charles à Vienne:
« Je m'occupe du chantier de Pommerfelld avec mon architecte et j'entends bien montrer qu'ici aussi on peut construire quelque chose de beau. »
Les échanges épistolaires entre les deux hommes témoignent des avis contradictoires sur les questions d'architectonique. On peut s'étonner que l'archichancelier ait pu trouver le temps, au milieu de ses multiples obligations que d'ailleurs il prenait très à cœur, de s'occuper de la conception du château et de la direction des travaux, notamment en ce qui concerne les grands escaliers, occupant un volume d'environ 8 000 m3. Ces grands escaliers étaient son idée à lui, et ce furent les premiers de ce genre en Allemagne : seuls ceux du Louvre en suggéraient à l'époque l'idée.
Frédéric-Charles recommanda à son oncle l'architecte Lukas von Hildebrandt. Ce dernier était chargé du détail des plans et des amendements éventuels, mais il fut en butte à l'entêtement de son commanditaire chaque fois que les aménagements qu'il proposait remettaient en cause la conception d'ensemble. Lothar-Franz n'écrivait-il pas en février 1713 à son neveu :
Ma montée doit demeurer, comme étant de mon invention et comme mon chef-d’œuvre.
La situation reculée du château explique sans doute qu'il fut longtemps préservé des nouveaux travaux. Ce n'est qu'avec la guerre de Sept Ans, que le château fut pillé et en partie endommagé, lorsque l'armée du prince Henri de Prusse ravagea les alentours de Bamberg.

### Nom
Au moment de la pose de la première pierre, le château n'était encore désigné que comme „das neue Schloß auf dem Berg“. Lorsqu'à la fin de 1714 le gros œuvre fut terminé, le prince-électeur fit connaître son intention de donner à l'édifice le nom de Weissenstein, qui demeure à ce jour le nom officiel, sans adjonction du mot burg (« château »). Le nom de Château Lothaire (Lothariusburg), envisagé deux ans plus tard, ne s'imposa pas davantage. Depuis le début, on parle par contre aussi du « château de Pommersfelden ».

## Architecture

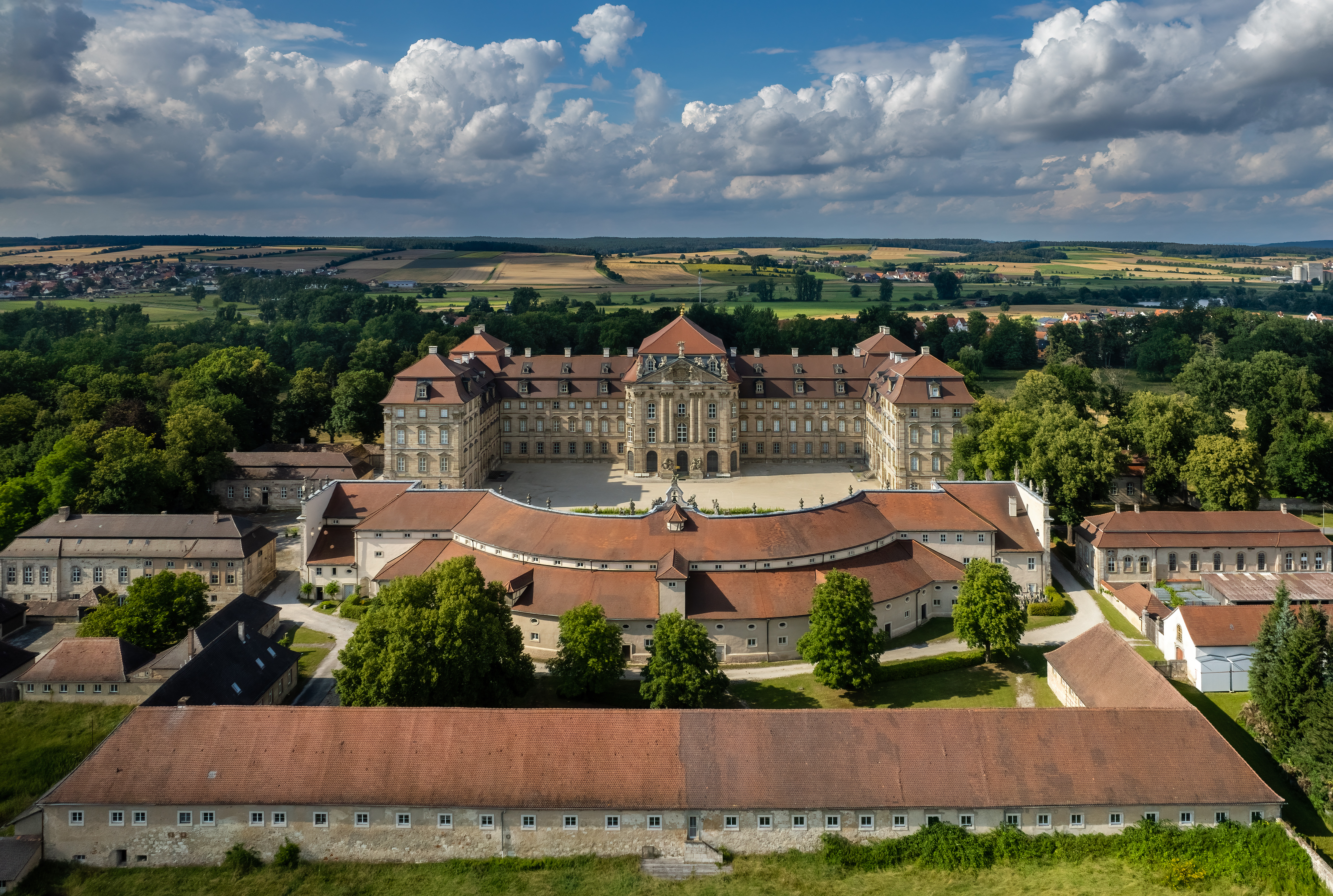
Vue aérienne du château de Weissenstein.

Le premier architecte du château était Johann Dientzenhofer, avec la collaboration pour les plans de l’architecte viennois Lukas von Hildebrandt (1711-1715). Les extraordinaires écuries sont l’œuvre de Maximilian von Welsch (1717).
La cage d'escalier du château est remarquable par ses fresques de Johann Rudolf Byss et Giovanni Francesco Marchini. Balthasar Neumann s'inspirera de son architecture pour les escaliers de la Résidence de Wurtzbourg. La salle ouverte sur les jardins (Sala terrena), est aménagée en grotte artificielle ; elle offre d'ailleurs l'un des derniers spécimens intacts de l’architecture grotesque en Allemagne. Cette sala terrena était l'autre grande fierté du prince-archevêque : les voûtes que Johann Dientzenhofer y déploya furent employées pour la première fois en Allemagne dans un édifice profane ; c'est qu'en effet cette salle de rez-de-chaussée devait reprendre le poids considérable de la salle d'apparat en marbre du premier étage, et l'épaisseur des murs assombrit la pièce en lui donnant l'aspect d'une grotte, ce qui a sans doute suggéré la décoration intérieure.
Les scènes mythologiques peintes par l'italien Benedetto Luti (1666-1724) témoigne du style rococo élégant de ce dernier.

## Le musée
La Galerie des glaces de l’ébéniste Ferdinand Plitzner (en) est l'une des plus anciennes encore intactes. La bibliothèque que Lothar Franz von Schönborn y avait fait transférer est demeurée dans son état d'origine.
En outre, le château abrite la plus importante collection privée de peintures baroque d'Allemagne. Parmi les plus de 600 chefs-d'œuvre de la collection, on compte des peintures d'artistes aussi prestigieux que Antoine van Dyck, Rubens, Brueghel, Giordano, Le Titien, Dürer. Il conserve notamment Suzanne et les Vieillards, une toile de jeunesse d'Artemisia Gentileschi.
- Johann Rudolf Byss fut le premier directeur de la Galerie de tableaux. Après avoir servi au château de Gaibach, il fut chargé de la conservation des tableaux du château de Weissenstein.
- Joseph Dorn (de), fils d'un tailleur de Sambach, fut l'élève de Joseph Marquard Treu (disciple de Johann Rudolf Byss) à Bamberg, dont il devint le gendre par mariage avec sa fille Rosalie en 1787. En 1802, il se vit confier la charge de directeur de la Galerie de tableaux du château de Weissenstein ; dès 1805, il avait mis à jour l'inventaire de la collection, et il se chargea de la mise en valeur des chefs-d'œuvre qui lui étaient confiés. Il mourut en 1841 à Bamberg.

Le musée possède une version sur bois de Venus à sa toilette par Johann Liss, l'autre se trouvant au Musée des Offices à Florence. À noter un Double portrait, homme et femme de Jan Boeckhorst, élève de Rubens.

## Le parc du château
Les premiers aménagements du jardin furent entrepris en 1715 sur des plans de Maximilian von Welsch. Si les dessins originaux des terrasses sont perdus, les eaux-fortes de Salomon Kleiner (de) nous restituent leur ordonnance. À la mort de Lothar Franz von Schönborn, en 1729, Frédéric-Charles de Schönborn-Buchheim, son héritier, chargea Balthasar Neumann de concevoir les agrandissements du parc. Le jardin baroque qui naquit de ce projet n'était qu'à peine terminé à la mort de Frédéric-Charles en 1746.
Puis, en 1786, le parc paysager fut converti en jardin à l'anglaise, et ne prit sa forme définitive qu'au milieu du XIXe siècle. On y amena des daims. Le peintre munichois Carl Spitzweg passa de 1840 à 1860 chaque fois quelques jours à Pommersfelden, pour y faire avec son ami Eduard Schleich l'Aîné des copies de tableaux de la collection Schönborn. Pour Spitzweg, les promenades dans la campagne de Franconie étaient, selon ses propres termes, « un répit de la haute montagne. »

Autres photos du château
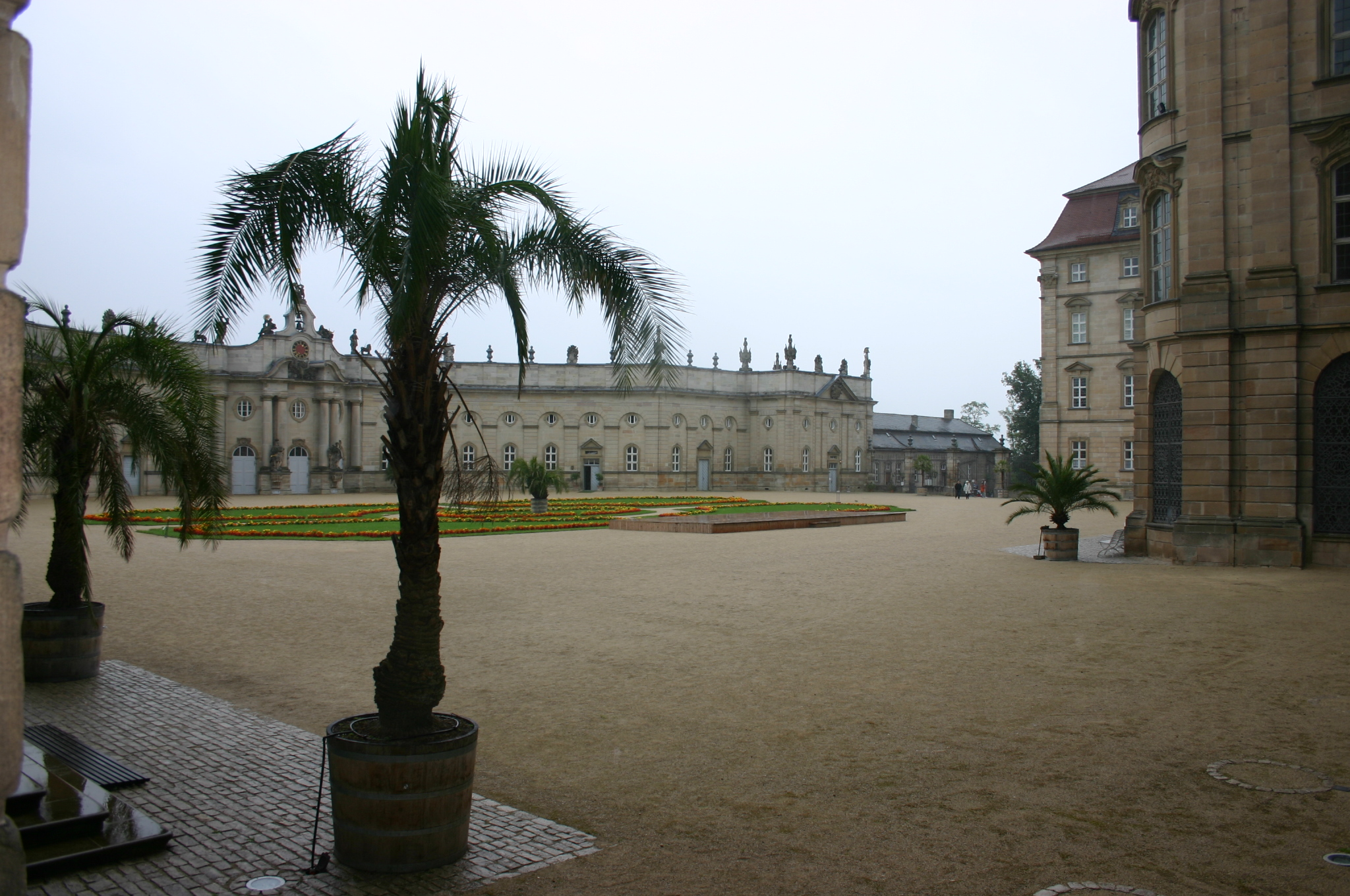
L'aile orientale et la cour d’honneur donnant sur les grandes écuries
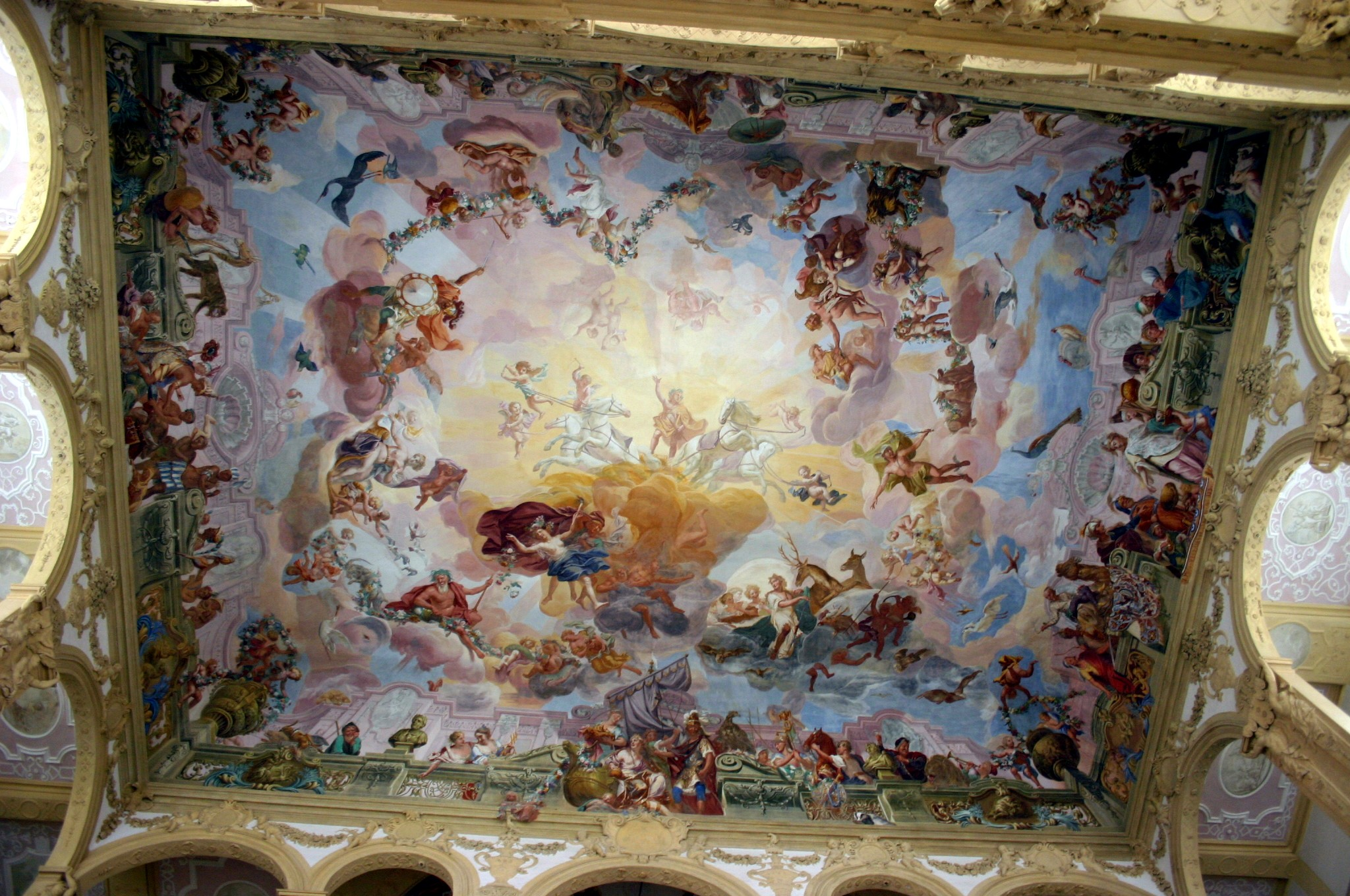
Les fresques du grand escalier de Jean-Rodolphe Byss (1717-1718)
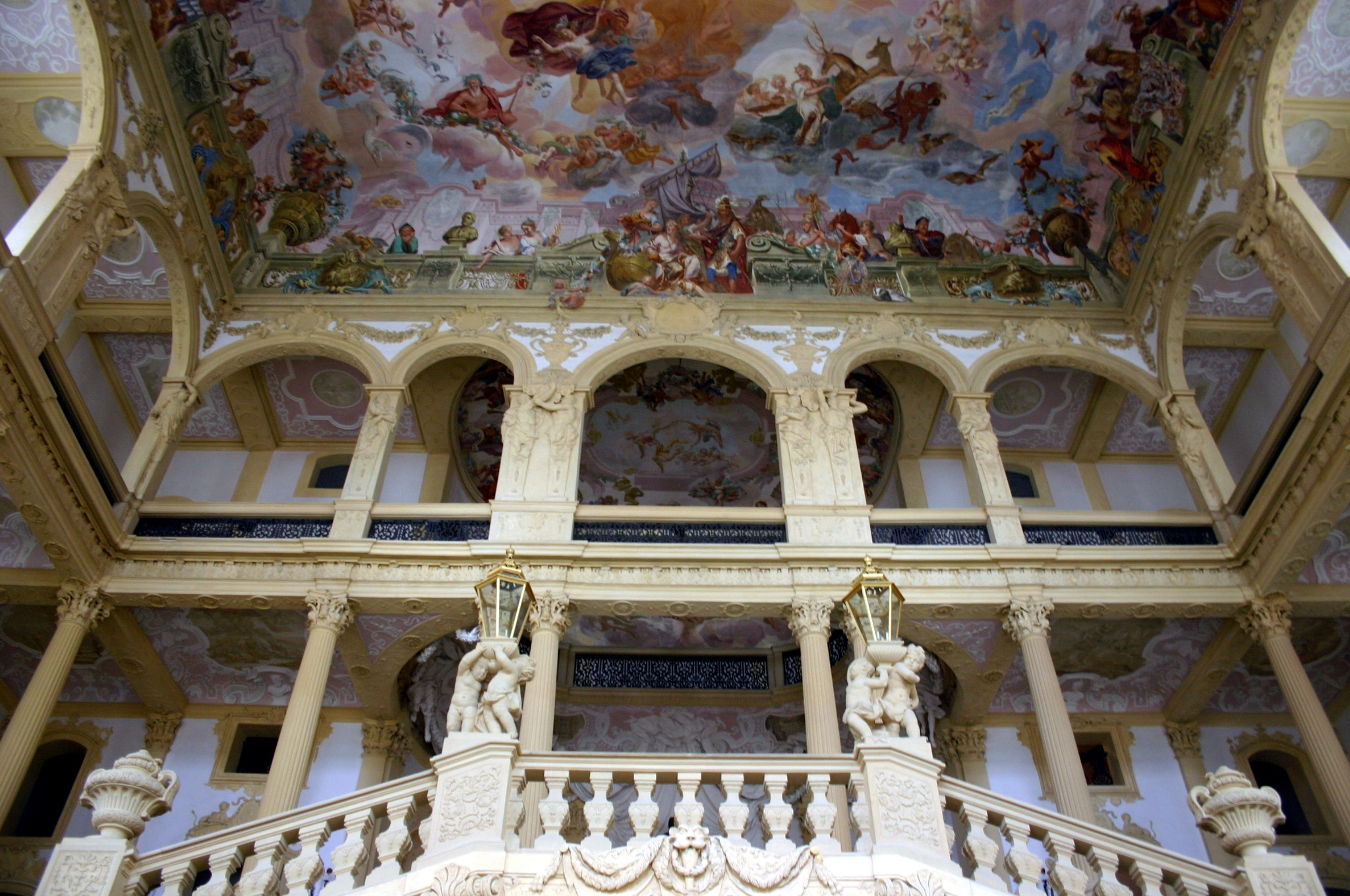
Le grand escalier du château, aménagé entre 1715 et 1719
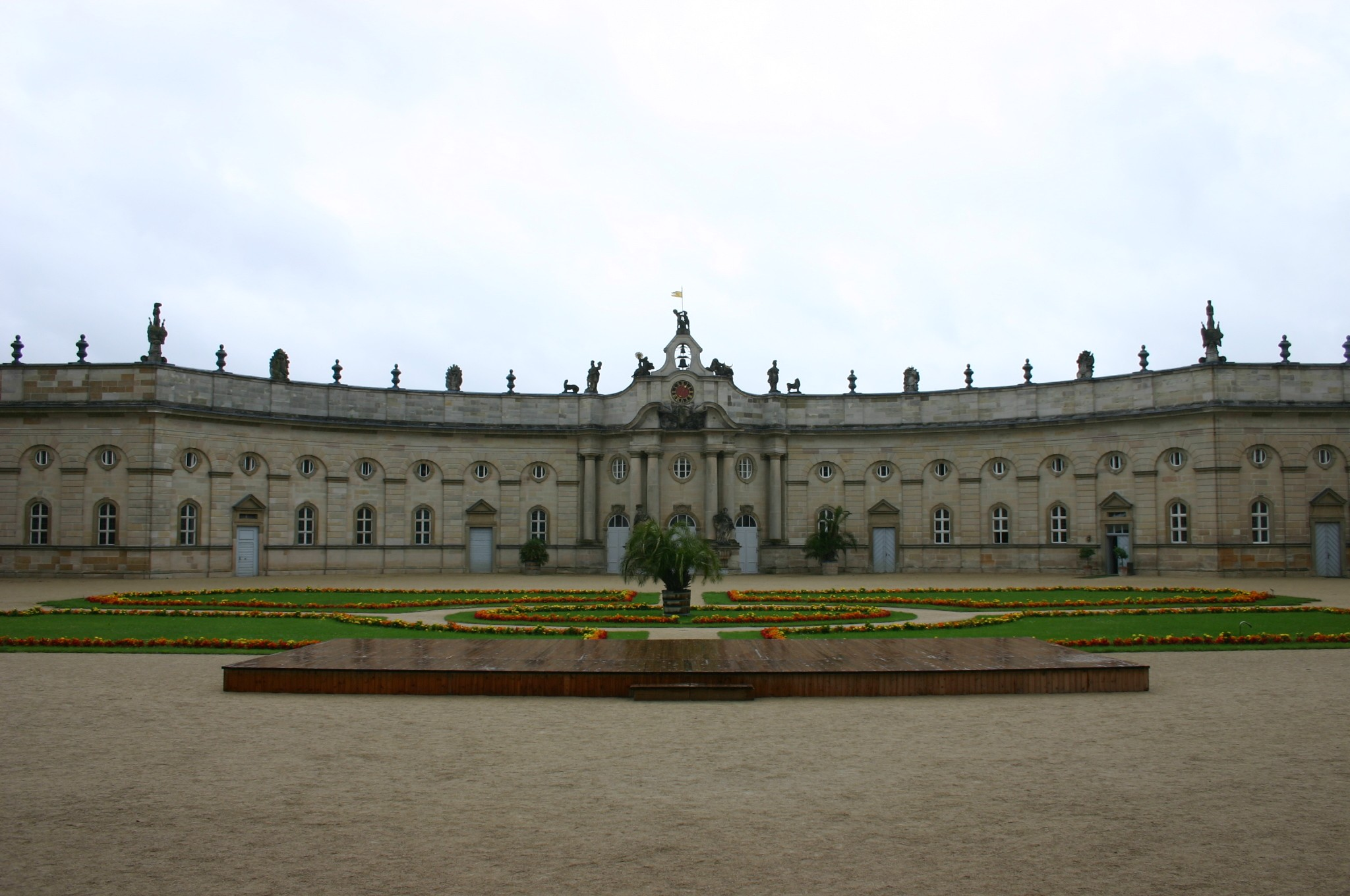
Les grandes écuries, chef-d’œuvre de Maximilian von Welsch (1717–1718)
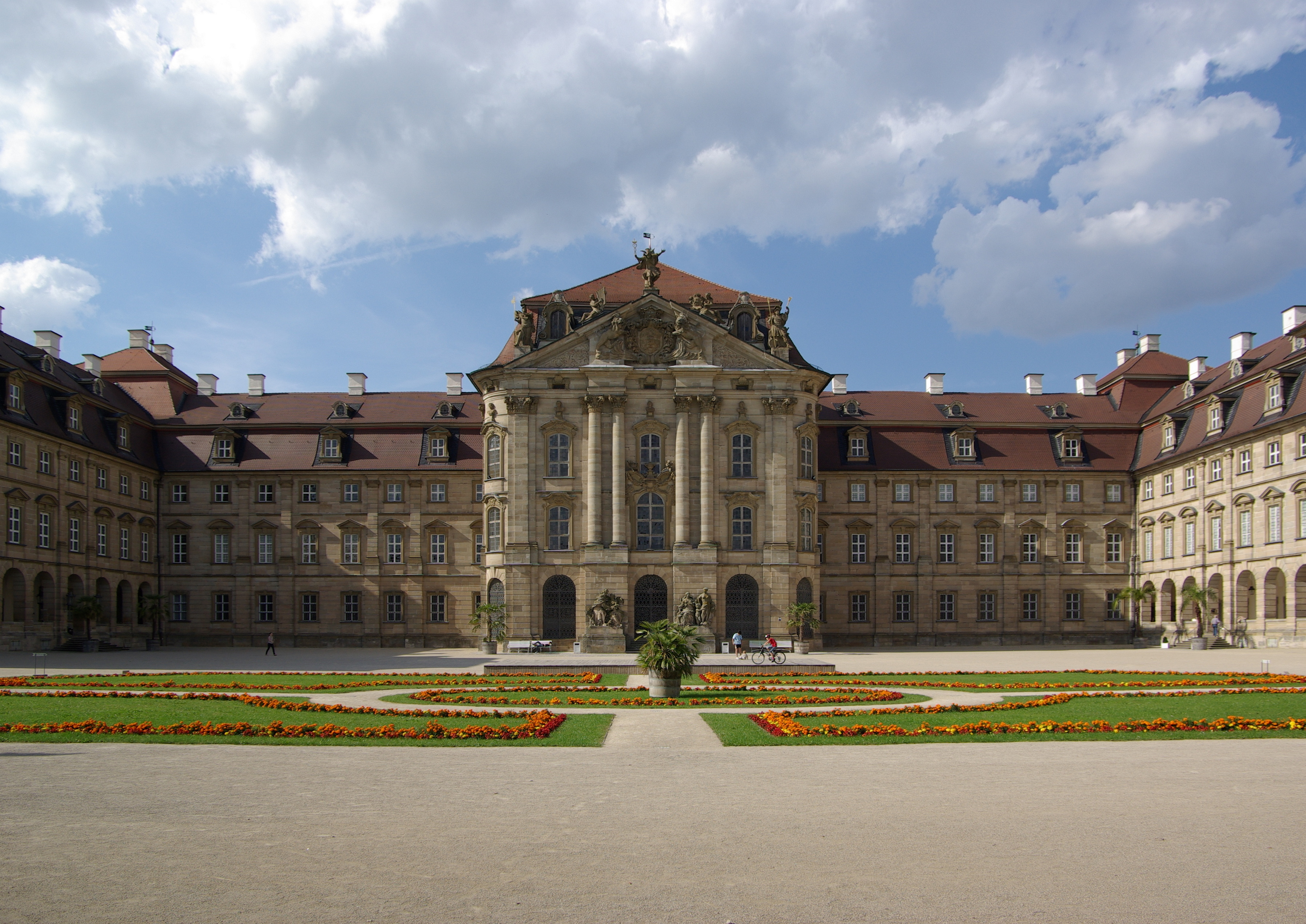
Le château vu depuis la cour intérieure
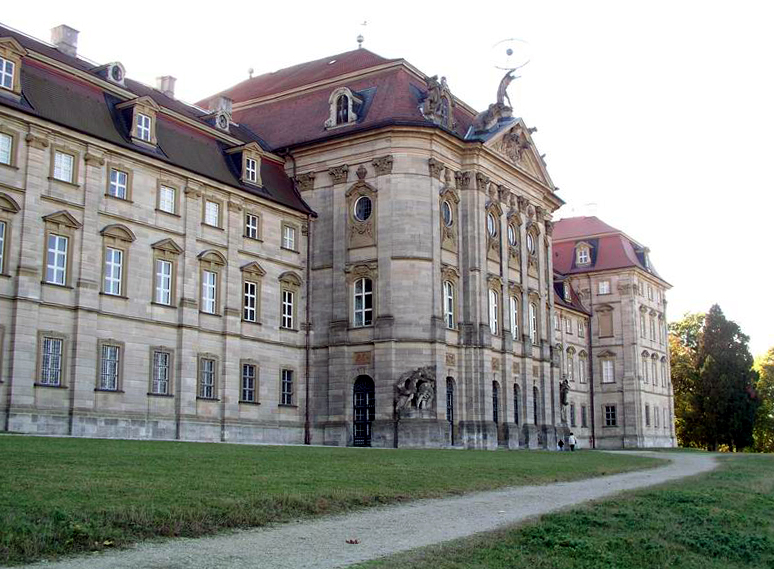
Le château Weissenstein

### Visites
Le château peut se visiter entre le 1er avril et la fin octobre. Le parc est toujours ouvert à la promenade.

## Voir également
- Les concerts du Collegium Musicum
- La foire annuelle Faszination Garten